# フロドナ州
フロドナ州（ベラルーシ語: Гродзенская вобласць、ロシア語: Гродненская область）はベラルーシ西部に位置する州（オーブラスチ）。州都はフロドナ。面積は25,000km2。人口は112万3,500人(2006年末)。

## 都市
- フロドナ
- リダ
- スヴィスラチ
- スロニム
- ヴァルカヴィスク
- スマルホニ
- ナヴァフルダク
- カレリチ
- マスティ
- シチューチン
- アシュミャヌィ
- ヴャリーカヤ・ビェラスタヴィツァ
- スキデェル
- イウエ
- ジャトラヴァ
- アストラヴェツ
- ヴォラナヴァ

## 地方行政区分

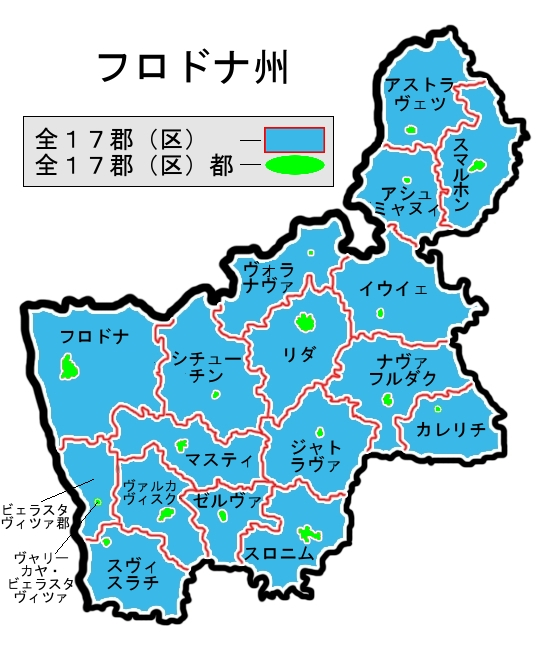
フロドナ州の地方行政区分

| 州名（オーブラスチ） | 郡・区名（ラヨン）   | 郡・区都名                        |
| -------------------- | -------------------- | --------------------------------- |
| フロドナ州           | フロドナ郡           | フロドナ                          |
| フロドナ州           | リダ郡               | リダ                              |
| フロドナ州           | スヴィスラチ郡       | スヴィスラチ                      |
| フロドナ州           | スロニム郡           | スロニム                          |
| フロドナ州           | ヴァルカヴィスク郡   | ヴァウカヴィスク                  |
| フロドナ州           | スマルホン郡         | スマルホン                        |
| フロドナ州           | ナヴァフルダク郡     | ナヴァフルダク                    |
| フロドナ州           | カレリチ郡           | カレリチ                          |
| フロドナ州           | マスティ郡           | マスティ                          |
| フロドナ州           | シチューチン郡       | シチューチン                      |
| フロドナ州           | アシュミャヌィ郡     | アシュミャヌィ                    |
| フロドナ州           | ビェラスタヴィツァ郡 | ヴャリーカヤ・ ビェラスタヴィツァ |
| フロドナ州           | イウイェ郡           | イウイェ                          |
| フロドナ州           | ジャトラヴァ郡       | ジャトラヴァ                      |
| フロドナ州           | アストラヴェツ郡     | アストラヴェツ                    |
| フロドナ州           | ヴォラナヴァ郡       | ヴォラナヴァ                      |
| フロドナ州           | ゼルヴァ郡           | ゼルヴァ                          |